# Rhyacophila albardana
Rhyacophila albardana là một loài Trichoptera trong họ Rhyacophilidae. Chúng phân bố ở miền Cổ bắc.